# Erich Tauchmann
Erich Tauchmann (* 6. November 1944 in Trautenau) ist ein ehemaliger deutscher Fußballspieler. Von 1963 bis 1973 hat der Offensivspieler im damals praktizierten WM-System für die SpVgg Fürth in der damals zweitklassigen Fußball-Regionalliga Süd in 196 Ligaspielen 30 Tore erzielt. Die beste Platzierung mit der Spielvereinigung erreichte Tauchmann mit dem 3. Rang in der Saison 1966/67, als die „Kleeblatt-Elf“ mit zwei Punkten Rückstand den Einzug in die Bundesligaaufstiegsrunde verpasste. Nach seiner Spielerkarriere war Tauchmann über Jahre als Trainer tätig, unter anderem als Co-Trainer beim 1. FC Nürnberg und der SpVgg Fürth.

## Laufbahn

### Regionalliga Süd, 1963 bis 1973
Anfang der 60er Jahre wechselte der im Sudetenland geborene Schüler von dem familiären Wohnort Wachendorf in die Jugendabteilung der SpVgg Fürth. Dort führte ihn sein Talent in die bayerische Jugendauswahl und zur Saison 1963/64 wurde er wie sein Jahrgangskollege Norbert Knopf in den Regionalligakader der Spielvereinigung aufgenommen. Unter Trainer Jenő Vincze debütierte der Nachwuchsspieler sogleich am ersten Rundenspieltag, den 4. August 1963, bei einem 3:3-Auswärtsremis beim SV Waldhof Mannheim in der Regionalliga Süd. Er krönte seinen gelungenen Ligaeinstand auf Halbrechts an der Seite von Werner Schneider und Ernst Perras mit zwei Treffern.
Insgesamt fand die Mannschaft aber erst spät in der Rückrunde – im April 1964 – zu einer konstant besseren Form und konnte noch Höhepunkte setzen. Im DFB-Pokal – der Nachwuchsspieler hatte sich mit seinen Mannschaftskameraden im Süddeutschen Pokal mit Erfolgen gegen Jahn Forchheim (2:0), FSV Frankfurt (2:1) und ESV Ingolstadt (5:2) qualifiziert – trotzte die Spielvereinigung am 7. April dem Bundesligisten Hamburger SV an der Alster ein 1:1 nach Verlängerung ab. Tauchmann war auf Halbrechts im Einsatz gewesen und hatte sich in den meisten Zweikämpfen gegen den HSV-Außenläufer Harry Bähre zu bewähren gehabt. Fünf Tage danach, am 12. April, holte sich die Fürther-Mittelfeldmannschaft beim späteren Südmeister Hessen Kassel mit einem 4:1-Auswärtserfolg beide Punkte ab. Die beiden Youngsters Knopf und Tauchmann hatten vor 20.000 Zuschauern im Kasseler Auestadion jeweils dazu einen Treffer beigesteuert. Bereits drei Tage nach dem Kasseler Auftritt, am 15. April, reiste der Hamburger SV zum Wiederholungsspiel im Pokal am Ronhof an. Vor 22.000 Zuschauern setzten sich die Mannen um Gyula Toth und Tauchmann mit 2:1 nach Verlängerung gegen das Team um Horst Schnoor und Uwe Seeler nach Toren von Wolfgang Brzuske und Knopf durch.  Am 22. April verlor das überstrapazierte Fürth mit 3:4 beim Bundesligisten Hertha BSC das Pokalspiel in der 2. Hauptrunde, wo Linksaußen Ernst Perras seine Mannschaft in der 37. Minute mit 1:0 in Führung gebracht hatte. Auch in Berlin war der Fürther Angriff in der Formation mit Wolfgang Brzuske, Knopf, Schneider, Tauchmann und Perras gegen die Hertha-Akteure wie Otto Rehhagel, Hans Eder, Hans-Joachim Altendorff, Helmut Faeder und Lutz Steinert aufgelaufen. In seiner Regionalligadebütrunde war Erich Tauchmann in 34 Ligaspielen aufgelaufen und hatte sechs Tore erzielt. Er hatte sich als hoffnungsvoller Halbstürmer für die Spielvereinigung präsentiert.
In seiner zweiten Regionalligasaison, 1964/65, jetzt unter Trainer Željko Čajkovski, verharrte die Mannschaft mit dem 8. Rang weiter im Tabellenmittelfeld, aber das Talent hatte in 23 Ligaspielen acht Tore erzielt und damit auch bei den Bundesligisten Hamburger SV und Karlsruher SC Interesse geweckt. Der gelernte Buchdrucker blieb aber den Grün-Weißen treu und spielte noch bis einschließlich der Saison 1972/73 am Ronhof.
Danach ging es in der Tabelle in den folgenden zwei Runden aber nach oben: Die Spielvereinigung belegte 1966 den 4. und 1967 sogar den 3. Platz. Mit den treffsicheren Torschützen Norbert Knopf und Bernd Windhausen, wie auch den weiteren Kaderverstärkungen wie Richard Albrecht, Paul Derbfuß, Klaus Slatina, Hermann Marchl und Jürgen Billmann waren die „Kleeblättler“ in den Kreis der Teams an der Tabellenspitze vorgerückt. Die Runde 1966/67 hatte Tauchmann am vierten Spieltag, den 10. September 1966, unter Trainer Robert Gebhardt mit einem 4:2-Erfolg bei den Stuttgarter Kickers eröffnet. Knopf zeichnete sich dabei mit drei Treffern aus und Tauchmann war für das vierte Fürther Tor zuständig gewesen. Lediglich zwei Punkte trennten Fürth am Rundenende vor dem Einzug in die Bundesligaaufstiegsrunde: Offenbach und Hof belegten mit 50:18 Punkten die ersten zwei Plätze, Fürth folgte mit 48:20 Punkten auf dem 3. Rang. In 23 Ligaeinsätzen hatte Tauchmann sieben Tore erzielt und die zwei Torjäger Knopf und Windhausen mit verwertbaren Vorlagen versorgt.
Unter Trainer „Fred“ Hoffmann gehörte der vielseitig im Angriff verwendbare Tauchmann auch noch von 1968 bis 1970 der Fürther Stammbesetzung an, ehe er in den letzten drei Jahren nur Ergänzungsspieler bei den Grün-Weißen war. Mit der Einwechslung am 5. August 1972 bei einer 0:4-Auswärtsniederlage beim Karlsruher SC in der 60. Spielminute verabschiedete sich Tauchmann als Aktiver aus der Regionalliga Süd. Er lief zwar noch Ende des Monats in drei Freundschaftsspielen gegen Boavista Porto (1:1), FC Porto (1:1) und Belenenses Lissabon (0:2) auf, seine Aktivität als Vertragsspieler endete aber in der Regionalliga Süd mit der Einwechslung beim Karlsruher SC. Tauchmann hat von 1963 bis 1973 für Fürth 196 zweitklassige Regionalligaspiele absolviert und dabei 30 Tore erzielt.

### Trainer
Sein Einstieg in das Trainergeschäft eröffnete er ausgerechnet beim Lokalrivalen 1. FC Nürnberg. Er wurde Trainerassistent von Hans Tilkowski, zuerst in der Regionalliga Süd, ab 1974/75 in der 2. Fußball-Bundesliga. Später übte er auch das Amt des Co-Trainers bei der SpVgg Fürth aus und war darüber hinaus noch über viele Jahre im Amateurbereich bei Vereinen wie dem FC Herzogenaurach, 1. FC Feucht, 1. FC Hersbruck, SG Quelle Fürth, 1. FC Altdorf, TSV Altenfurt, TSV Südwest Schwaben Nürnberg, 1. FC Heilsbronn und Eintracht Penzendorf tätig.
Als er Mitte 70 war, hat er sein Haus in Fürth verkauft und ist zu seinem Sohn nach Wiesbaden verzogen.